# Комахоїдні
Комахоїдні (Eulipotyphla) — ряд плацентарних ссавців, запропонований молекулярними методами філогенетичної реконструкції до якого належать чотири сучасні родини лавразіотерій: 
- їжакові (Erinaceidae) — 26 сучасних видів — Африка, Євразія
- мідицеві (Soricidae) — 461 вид — весь світ крім полярних регіонів, Австралії та півдня Південної Америки
- кротові (Talpidae) — 59 видів — більша частина Північної Америки та Євразії
- щілинозубові (Solenodontidae) — 2 види — Гаїті й Куба

Півкулі переднього мозку невеликі,без звивин. Цей ряд об'єднує близько 550 видів плацентарних ссавців, дрібних і середніх розмірів. Усі зуби у комахоїдних подібні за будовою, передній відділ голови видовжений у вигляді коротенького хоботка, на якому є довгі чутливі волосини. Ці тварини мають добре розвинений нюх. Комахоїдні заселили різні середовища життя: наземне, ґрунтове, водне. Вони переважно сутінкові тварини. До них належать їжаки, землерийки, кроти, хохулі. 

## Давніші класифікації
Раніше до цього ряду включали ще дві родини, які тепер виокремлені в ряд афросорицид з надряду афротерій:
- ряд Тенрекоподібні (AFROSORICIDA)
  - підряд тенрековиді (TENRECOMORPHA),  родина — тенрекові (Tenrecidae),родина —потамоголові (Potamogalidae)
  - підряд (CHRYSOCHLORIDEA), одна родина — златокротові (Chrysochloridae)

Кладограма ряду комахоїдних має такий вигляд:
```
  Insectivora 
  ├─── N.N.
  │     ├─── 
Щілинозубові
 (Solenodontidae) 
  │     └─── 
Незофонтові
 (Nesophontidae) † 
  └─── N.N.
        ├─── 
Кротові
 (Talpidae) 
        └─── N.N.
              ├─── 
Їжакові
 (Erinaceidae)
              └─── 
Мідицеві
, або Землерийки (Soricidae)
```

Це відносно стара група плацентарних, що виділилася протягом еоцену. У них добре розвинені щелепи і мускулатура для жування. Основну їжу комахоїдних, відповідно до назви, становлять комахи та інші безхребетні.

## Ряд комахоїдних в Україні
Ряд комахоїдних в Україні представлений 12 певними видами й 2 можливими.
- Родина їжакові (Erinaceidae) — види: їжак білочеревий (Erinaceus roumanicus) і їжачок вухатий (Hemiechinus auritus)
- Родина кротові (Talpidae) — види: кріт європейський (Talpa europaea) і хохуля руська (Desmana moschata)
- Родина мідицеві (Soricidae). Підродина білозубкові (Crocidurinae) — види: білозубка білочерева (Crocidura leucodon) і білозубка мала (Crocidura suaveolens). Підродина мідицеві (Soricinae) — види: рясоніжка мала (Neomys anomalus), рясоніжка велика (Neomys fodiens), мідиця альпійська (Sorex alpinus), мідиця звичайна (Sorex araneus), мідиця середня (Sorex caecutiens), мідиця мала (Sorex minutus); можливо також мідиця понтична, і вид мідиця кавказька можливо жив у Криму, але тепер вимер.